# Artur Wawryszuk
Artur Wawryszuk (ur. 22 lipca 1971 w Lizbonie) − pisarz, krytyk teatralny, eseista, autor artykułów i recenzji publikowanych w takich czasopismach, jak: "Teatr", "Literatura", "Fraza", "Obyczaje", "Wiadomości Kulturalne". 
Autor książki Kurs pisania nekrologów, wydanej w 2005 roku w wydawnictwie Tower Press.
Mieszka w Sopocie i w Lizbonie. Tematyką jego twórczości jest problem kreowania fikcji w życiu, kwestia teatralności w życiu i znikania.